# Monumento a la tarjeta de crédito
El primer y único monumento en el mundo a la tarjeta de crédito fue inaugurado el viernes 5 de agosto de 2011 en Ekaterimburgo. El monumento fue erigido en la esquina de la calle Malyshev con el pasaje Bankovski y representa un bajorrelieve de una mano sujetando una tarjeta de crédito. El tamaño del monumento es de aproximadamente dos metros de alto por uno de ancho.
El monumento fue creado por iniciativa del banco Vuz-Bank, que en 2011 celebraba el vigésimo aniversario de su fundación. La idea fue plasmada por el escultor Sergei Belyaev, de Ekaterimburgo. El nombre grabado en el monumento es el de Edward Bellamy, el escritor de ciencia ficción que en su novela "Mirando Atrás" ("Looking Backward"), escrita en 1888, postuló por primera vez la idea de la tarjeta de crédito. Así, el monumento inmortaliza el nombre de quien fue capaz de predecir la aparición de uno de los medios de pago más utilizados hoy en día.